# Microsoft HoloLens
Microsoft HoloLens, známý mezi vývojáři také jako Projekt Baraboo, jsou brýle na rozšířenou a virtuální realitu. vyvinuté a vyráběné společností Microsoft Corporation. HoloLens je jedním z prvních počítačů se systémem Windows Holographic.
První verze HoloLens byla vydána 30. března 2016, a je určena pro vývojáře ve Spojených státech a v Kanadě za cenu 3,000$. Samsung a Asus chtějí produkovat jejich vlastní produkty, ve spolupráci s Microsoft, založená na konceptu HoloLens.
Na únor 2016, Alex Kipman, hlavní vynálezce HoloLens, oznámil, že Microsoft má zpoždění s uvedením spotřebitelské verze která byla vydána až později téhož roku. 

## Aplikace
K dubnu 2017 je pro tento přístroj 189 aplikací.

### Aplikace od Microsoftu
- Holograms, katalog různých 3D objektů
- Holostudio, aplikace k vytváření objektů do 3D tiskáren
- Skype, komunikační aplikace
- HoloTour, aplikace pro virtuální turismus
- Fragments, hra o řešení kriminálních případů vyvinutá ve spolupráci s Asobo Studio
- Young Conker, skákací hra kde vystupuje postava Conker the Squirrel

- Actiongram, aplikace na nahrávání scének které můžete vytvořit za pomocí 3D objektů z katalogu

## Vyvíjení aplikací
Pro vyvíjení jak 2D i 3D aplikací se používá Microsoft Visual Studio. Pro jejich testování se používá HoloLens emulator (která se nachází v Visual Studiu 2015 IDE nebo se dá stáhnout do Hyper-V). 

### 2D aplikace
HoloLens umí spustit téměř všechny Universal Windows Platform apps. Tyto aplikace potom vypadají jako 2D projekce. Ne všechny Windows 10 API aplikace podporují systém HoloLens, ale ve většině případech stejná Windows 10 API aplikace se dá spustit ve všech Windows 10 zařízeních (včetně HoloLens) a aplikace se kterými se vyvíjí aplikace pro Windows PC nebo Windows Phone se dají také použít pro vyvíjení aplikací pro HoloLens.

### 3D aplikace
3D aplikace neboli "holografické" aplikace používají Windows Holographic API. Microsoft doporučuje Unity a Vuforiu pro vytváření 3D aplikací pro HoloLens.